# Медовой, Борис Борисович
Борис Борисович Медовой (6 сентября 1923, Верхнеудинск, Бурят-Монгольская АССР, СССР — 21 апреля 2004, Москва, РФ) — советский и российский журналист, писатель, кинодраматург.

## Биография
Родился 6 сентября 1923 года в городе Верхнеудинск. 
С 1939 года служил юнгой и матросом на морских судах Дальнего Востока. После призыва в армию участвовал в Великой Отечественной войне, которую начал красноармейцем-связистом артиллерийской батареи на Балтике, а закончил в звании главного старшины гвардейского батальона морской пехоты на Дальнем Востоке. Участник Южно-Сахалинской и Курильской десантных операций в августе-сентябре 1945 года. В послевоенные годы, вплоть до демобилизации в 1948 году, работал корреспондентом газеты Тихоокеанского флота. 
В 1948 году стал сотрудником газеты «Комсомольская правда». В 1949—1950 годах — собственный корреспондент «Комсомольской правды» в Приморском крае, в 1950 году — собственный корреспондент «Комсомольской правды» в Киргизской ССР. Там же впоследствии работал заведующим отделом литературы газеты «Комсомолец Киргизии». 
В 1953 году переехал в Москву и поступил на сценарный факультет ВГИК, который окончил в 1959 году. Дипломной его работой стал сценарий, по которому вскоре был снят фильм «Карьера Димы Горина». 
До середины 1980-х занимался кинодраматургией, а в последние десятилетия жизни — главным образом публицистикой. 
Скончался 21 апреля 2004 года в Москве. Похоронен на кладбище «Ракитки», участок № 35.

## Фильмография

### Сценарист
- 1961 — Карьера Димы Горина
- 1964 — Дальние страны (экранизация повести Аркадия Гайдара)
- 1965 — Приезжайте на Байкал
- 1970 — О друзьях-товарищах
- 1971 — Пятнадцатая весна
- 1976 — Небо-земля-небо
- 1976 — Рядом с тобой
- 1983 — Таёжный моряк
- 1983 — Тревожное воскресенье